# Trachylepis aureopunctata
Trachylepis aureopunctata là một loài thằn lằn trong họ Scincidae. Loài này được Grandidier mô tả khoa học đầu tiên năm 1867.